# Bucklandiella didyma
Bucklandiella didyma là một loài Rêu trong họ Grimmiaceae. Loài này được (Mont.) Bednarek-Ochyra & Ochyra mô tả khoa học đầu tiên năm 2003.